# Akramiya
Akramiya is een islamistische politieke en maatschappelijke organisatie in Oezbekistan. De organisatie werd in 1996 opgericht door Akramjon Yoldoshev, een wiskundeleraar uit de stad Andijon (Andizan) in het uiterste oosten van Oezbekistan.
Tijdens de ambtsperiode van president Islom Karimov (1990 - heden) wordt deze beweging verboden. Zij wordt door de regering verantwoordelijk gehouden voor de rellen die in mei 2005 in Andizan uitbraken. Hierbij schoot het leger op de demonstranten en kwamen vermoedelijk honderden personen om.
De organisatie verricht ook maatschappelijke taken en zet ook bedrijven op. De beweging roept volgens onbevestigde berichten ook op tot geweld.
Volgens sommige waarnemers is zij onafhankelijk, maar anderen denken dat zij een splintergroepering van de (eveneens verboden) partij Hizb ut-Tahrir is.